# Lalramchullova
Lalramchullova (sinh ngày 14 tháng 1 năm 1996) là một cầu thủ bóng đá người Ấn Độ thi đấu ở vị trí hậu vệ cho Aizawl ở I-League.

## Sự nghiệp
Sinh ra ở Mizoram, Lalramchullova bắt đầu sự nghiệp với Aizawl. Anh có màn ra mắt cho Aizawl tại I-League ngày 9 tháng 1 năm 2016 trước đương kim vô địch, Mohun Bagan. Anh vào sân từ ghế dự bị ở phút 80 và Aizawl thất bại 3–1.
Hiện tại anh thi đấu cho gã khổng lồ của Kolkata là East Bengal và đóng vai trò quan trọng trong việc giành danh hiệu thứ 8 liên tiếp cho đội bóng.

## Thống kê I-League
Tính đến 24 tháng 2 năm 2018
| Câu lạc bộ          | Mùa giải            | Giải vô địch        | Giải vô địch | Giải vô địch | Cúp Liên đoàn | Cúp Liên đoàn | Cúp Quốc gia | Cúp Quốc gia | Quốc tế | Quốc tế   | Tổng    | Tổng      |
| Câu lạc bộ          | Mùa giải            | Hạng đấu            | Số trận      | Bàn thắng    | Số trận       | Bàn thắng     | Số trận      | Bàn thắng    | Số trận | Bàn thắng | Số trận | Bàn thắng |
| ------------------- | ------------------- | ------------------- | ------------ | ------------ | ------------- | ------------- | ------------ | ------------ | ------- | --------- | ------- | --------- |
| Aizawl              | 2015–16             | I-League            | 15           | 0            | —             | —             | 0            | 0            | —       | —         | 15      | 0         |
| Aizawl              | 2016–17             | I-League            | 15           | 1            | —             | —             | 0            | 0            | —       | —         | 15      | 1         |
| East Bengal         | 2017–18             | I-League            | 12           | 0            | —             | —             | 0            | 0            | —       | —         | 12      | 0         |
| Tổng cộng sự nghiệp | Tổng cộng sự nghiệp | Tổng cộng sự nghiệp | 42           | 1            | 0             | 0             | 0            | 0            | 0       | 0         | 42      | 1         |